# ライフハッカー
ライフハッカー（Lifehacker）は、生活術や仕事術をはじめとした「ライフハック」と呼ばれる情報を主に紹介するウェブメディアである。
アメリカ合衆国でゴーカー・メディア（Gawker Media）によって2005年にスタートした。

## 海外展開
現在はオーストラリア、日本、インド、イギリスにて展開している。運営はライセンス契約を結んだ各国の企業によって行われている。
また、ロシアにて http://lifehacker.ru/ として運営するブログは存在するが、ゴーカー・メディアの広告問い合わせ一覧に記載がないことから非公式のものと思われる。

## ライフハッカー［日本版］
ライフハッカー［日本版］は、株式会社メディアジーンにより運営されているウェブメディア。
ガジェットニュースのウェブメディア「ギズモード・ジャパン」の兄弟サイトとして2008年より運営開始。アメリカ版Lifehackerをはじめとした海外メディアの翻訳記事を主体に、日本の事情に合わせたオリジナル記事も掲載している。現在の編集長は米田智彦が務める。
扱う情報は、仕事術や生活術といったライフハックに関するものをメインに、ウェブサービス、ガジェット、スタートアップ、メンタルコントロール、健康、趣味、教育、インタビュー、イベントレポートなど多岐にわたっている。
掲載記事はMsn、Livedoor、Goo、Excite、BIGLOBE、マイナビなどの各種ニュースポータルでの配信をはじめ、SmartNews、Antennaなどのキュレーションサービスでも公式アカウントとして配信をしている。